# Max Eilerson
Max Eilerson es un personaje ficticio del universo de Babylon 5. En ella es un lingüista y arqueólogico, que apareció en la serie Crusade. Como tal es interpretado por el actor David Allen Brooks.

## Biografía
Max Eilerson nació en Marte. Desde pequeño, la gente reconoció su excepcional inteligencia. Era lo que se conoce como un genio y un niño prodigio. A causa de ello Eilerson tuvo una infancia muy solitaria. Estudió arqueología y se convirtió en un destacado arqueolingüista.
Gracias a su relación con Cynthia Allen, con la que se casó, se volvió más sociable. A partir de entonces, su vida despegó. Le ofrecieron un puesto en Expediciones Interplanetarias, donde su gran inteligencia era muy valorada. Desafortunadamente, Eilersen dedicó tanta atención a su trabajo que su matrimonio se vino abajo a los pocos años. Al irse, Allen se llevó consigo al que originalmente era su gato, el Sr. Kitty. El Sr. Kitty y Cynthia son lo único que Max ama aparte de sí mismo.
En el ámbito de su trabajo, sin embargo, se convirtió con el tiempo en un veterano de muchas expediciones y revelaciones arqueólogicas habiendo descifrado también cientos de lenguajes. A causa de ello tiene un ego muy grande.
En 2267, Eilerson y su equipo investigaban una antigua ciudad subterránea en un planeta llamado Ceti 4, cuando su pacífica expedición se vio interrumpida al presenciar el aterrizaje forzoso de una nave de los Drakh en el planeta. Uno de los pilotos del IPX logró contactar con la cercana Excalibur y obtener ayuda. Eilerson ayudó entonces al capitán Matthew Gideon a interrogar al líder Drakh. Gideon quedó impresionado por las habilidades de Eilerson, que pudo descifrar el lenguaje de los Drakh con impresionante velocidad, lo que posibilitó interrogarlo con efectividad. Por ello, como al equipo de Excalibur aún le faltaban un xenoarqueólogo y un lingüista, le ofreció el trabajo a pesar de ser consciente de ser problemático. Èl lo aceptó, aunque, como siempre, pone aun así el beneficio en primer lugar.
Aunque Eilerson sea un ególatra sarcástico, ha aprendido a amar a sus semejantes. Tras un año en la Excalibur, ha aprendido incluso a respetarlos, en lugar de intentar siempre aprovecharse de ellos. En un episodio, siente un sincero arrepentimiento después de que un tripulante se sacrificara para salvar su vida. También tiene una conciencia. Lo demuestra, cuando protege a los últimos supervivientes de la raza de Dureena Nafeel que fueron encontrados en un planeta.